# 红果蒲公英
红果蒲公英（学名：Taraxacum erythrospermum）是菊科蒲公英属的植物。分布在欧洲、哈萨克斯坦以及中国大陆的新疆等地，生长于海拔1,200米至3,000米的地区，多生于森林草甸、山地草原、荒漠草原及荒漠带的河谷渠边，目前尚未由人工引种栽培。